# Гапонов, Сергей Евгеньевич
Серге́й Евге́ньевич Гапо́нов (род. 14 сентября 1971, Москва, СССР) — российский тележурналист, поэт, публицист, бард, в разное время работавший на трёх крупных российских телеканалах — НТВ, «России» и «Первом канале». Член Союза писателей Москвы.

## Биография
Сергей Гапонов родился 14 сентября 1971 года в Москве. С 1978 по 1988 год учился в московской средней школе №292. В 7 лет начал писать стихи. Журналистикой начал заниматься в 13 лет. Будучи школьником, печатался в газетах. Был членом ВЛКСМ. В 1988 году, после окончания школы, поступил на факультет военной журналистики Львовского высшего военно-политического училища. Училище не окончил, отчислился по собственному желанию после 2-го курса. Перевёлся на факультет журналистики МГУ им. М. В. Ломоносова, который окончил в 1994 году. Учился на одном курсе вместе с будущими коллегами по старому НТВ Владимиром Ленским, Эрнестом Мацкявичюсом, Вячеславом Грунским, Сергеем Дедухом, Андреем Черкасовым, Александром Хабаровым и Владимиром Чернышёвым. Также обучался некоторое время на одном курсе с Андреем Малаховым.
В 2012 году окончил заочно Мордовский государственный педагогический институт имени М. Е. Евсевьева по специальности «Музыкальное образование».

### Телевидение
С первого дня существования телекомпании НТВ — её сотрудник. С 10 октября 1993 года совмещал учёбу с работой на НТВ — редактор, корреспондент и специальный корреспондент службы информации. С октября 1993 по июль 2000 года — автор репортажей для программ «Сегодня» и «Итоги», рубрики «Профессия — репортёр». В компании проработал в общей сложности (с перерывом) 9 лет. Освещал события в «горячих точках»: в Чечне (первая и вторая кампании, 1994—1997 и 1999—2000), в республиках бывшей Югославии, на Ближнем Востоке, в Афганистане, Таджикистане, в Средней Азии. Также работал в ЮАР, Анголе, Намибии, Албании, Чили.
Автор документального сериала «Венский транзит» на канале «НТВ-Плюс» (1998). Работал в президентском и правительственном «пулах» и на всех президентских и парламентских выборах в России 1993—2000 годов.
20 июля 2000 года Гапонов уволился с НТВ, и вслед за некоторыми своими коллегами по каналу (Аркадий Мамонтов, Михаил Антонов, Елена Масюк, Александр Абраменко и др.) перешёл работать на телеканал «Россия» (РТР). Изначально он совместно с несколькими журналистами, в том числе с Мамонтовым и Масюк, занимался специальными репортажами. В рамках проекта «Большой репортаж РТР» стал автором фильмов «Разведбат», «Явас любил…», «Танцы Золотого Дракона», «Красное вино победы», «Соль земли» и других. Параллельно готовил репортажи для информационных программ «Вести» и «Вести недели». Неоднократно принимал участие в телеигре «Форт Боярд» в составе команд как НТВ, так и РТР.
С января 2002 по январь 2003 года — руководитель бюро ВГТРК в Берлине (ФРГ). Ушёл с телеканала в феврале 2003 года после разногласий с Владимиром Кулистиковым относительно освещения террористического акта на Дубровке, после чего был принят Татьяной Митковой на НТВ.
С февраля 2003 по январь 2005 года — вновь специальный корреспондент Службы информации НТВ. Готовил репортажи для программ «Сегодня», «Страна и мир» и «Намедни»; 14 марта 2004 года работал в прямом эфире во время пожара в Манеже, рассказывал зрителям последние новости с места произошедшего. В этот же период работал в Сербии, Кузбассе, Киркенесе, Моздоке, на Таманском полуострове, в Турции, Архангельске (по следам взрыва газа в жилом доме в марте 2004 года), Ингушетии, Кыргызстане, Южной Осетии и Дагестане. В январе 2005 года решением Владимира Кулистикова, к тому моменту занявшего пост генерального директора НТВ, был переведён в Дирекцию общественно-правового вещания телеканала. Проработав несколько недель, журналист покинул НТВ окончательно вследствие конфликта с начальником.
С марта 2005 по май 2013 года — специальный корреспондент, комментатор Дирекции информационных программ «Первого канала» (программы «Новости», «Время», «Времена» и «Другие новости»), номинант национальной телевизионной премии «ТЭФИ» (2006). Перешёл на телеканал по приглашению директора информационного вещания Кирилла Клеймёнова в рамках его инициативы по обновлению состава корреспондентов. Работал в Ливии, Афганистане, Андижане, Абхазии и Кыргызстане, в дни аварии в московских энергосетях 25 мая 2005 года. Автор серий репортажей «Время победы», «Наследники победы» и «Люди победы», прошедших в информационных программах этого же телеканала. Ближе к концу работы на канале являлся журналистом президентского и правительственного пула. Работал во время подсчёта голосов на всех федеральных парламентских и президентских выборах в России в период с 2007 по 2012 год. Также занимался сюжетами о резонансных, памятных или актуальных событиях, происходящих в области спорта. Последний репортаж его авторства вышел на канале 9 мая 2013 года.

### После телевидения
В мае 2013 года прекратил постоянную работу на телевидении, переехал жить в Германию. В качестве свободного журналиста сотрудничал с разными телеканалами и печатными изданиями, а также пишет статьи в Facebook. Автор документального фильма «Охота на Гитлера», показанного на телеканале «Звезда» в 2014 году.
Некоторое время работал учителем математики в одной из немецких школ.

### Творческая деятельность
Издал несколько сборников стихов и записал четыре авторских музыкальных альбома: «Дарго» (2000), «Говорила ночь» (2002), «Говорила ночь-2» (2009) и «Двенадцать песен для баритона» (совместно с А.Лушиным, 2012). Лауреат всероссийских конкурсов авторской и военно-патриотической песни. С авторскими программами и сольными концертами выступал в Политехническом музее, Центральном доме работников искусств (ЦДРИ), Доме журналиста, Доме ученых, в ДК Университета имени Баумана, на других московских площадках. Продолжает концертную деятельность в популярном московском бард-клубе «Гнездо глухаря». В 2012 году возглавлял жюри Калининградского областного фестиваля-конкурса «Теркинские чтения». Был членом жюри международного фестиваля «Вдохновение» и сопредседателем оргкомитета международного фестиваля «Дни музыки в Мэркиш-Одерланд» (ФРГ).

## Семья
Мать — Лариса Дацкевич (1938—2012), певица, актриса и педагог, заслуженная артистка России; отец — Евгений Сергеевич Гапонов (1937), полковник в отставке, ветеран войны в Афганистане, руководитель Фонда поддержки отечественного музыкального искусства имени П. И. Чайковского. Мачеха — Нина Николаевна Григорьева-Гапонова (р. 1939), артистка оперы.
Женат. Имеет дочь Евгению (р. 2017). В середине 1990-х годов недолгое время состоял в браке с бывшей коллегой по НТВ Натальей Забузовой.

## Награды
- Благодарность Президента Российской Федерации (23 апреля 2008 года) — «за информационное обеспечение и активную общественную деятельность по развитию гражданского общества в Российской Федерации»[97][98].